# روتساندنولن
روتساندنولن (به لاتین: Rotsandnollen) یک کوه در سوئیس است که در کانتون ابوالدن واقع شده‌است. روتساندنولن ۲٬۷۰۰ متر بالاتر از سطح دریا واقع شده‌است.